# Iglagölen
Iglagölen är en sjö i Ronneby kommun i Blekinge och ingår i Nättrabyåns huvudavrinningsområde.